# MVPA Awards
O MVPA Awards foi realizado pela Music Video Production Association, a organização comercial da indústria americana de videoclipes, desde 1992. O MVPA Awards homenageia os melhores videoclipes em uma variedade de aspectos, o que inclui empresas de produção e pós-produção de videoclipes, bem como indivíduos — diretores, produtores, cinematógrafos, coreógrafos, estilistas, designers de produção, editores, coloristas, animadores e outros.